# Luigi Zuppante
Luigi Zuppante (Orte, 15 agosto 1903 – Roma, 13 dicembre 1986) è stato un politico italiano.

## Biografia
Subentrato in sostituzione del deputato Vincenzo Selvaggi, deceduto il 10 marzo 1957, aderì al gruppo Partito Monarchico Popolare fino al 9 ottobre 1957, quando si trasferì nel gruppo Liberale. Parlamentare alla Camera dei deputati esclusivamente nella II legislatura, fu autore di 4 interventi e un progetto di legge. Morì nel 1986.

## Incarichi
- IV Commissione finanze e tesoro, membro dal 14 marzo 1957 al 11 giugno 1958.